# 埼玉県道5号さいたま菖蒲線
埼玉県道5号さいたま菖蒲線（さいたまけんどう5ごう さいたましょうぶせん）は、埼玉県さいたま市見沼区の埼玉県道2号さいたま春日部線から、埼玉県久喜市の埼玉県道12号川越栗橋線までを結ぶ県道（主要地方道）である。
連結している埼玉県道1号さいたま川口線と合わせて第二産業道路と呼ばれている。

## 概要
埼玉県道1号さいたま川口線を引き継ぎ、埼玉県さいたま市見沼区から上尾市・北足立郡伊奈町・蓮田市・白岡市を経て、久喜市（菖蒲区域）へ至る路線である。1994年（平成6年）3月31日までは「埼玉県道9号大宮菖蒲線」、同年4月1日から2001年（平成13年）4月30日までは「埼玉県道5号大宮菖蒲線」であった。
起点であるさいたま市見沼区の大和田交差点から上尾市の上尾運動公園入口交差点までは大半が4車線化されており、東京都から埼玉県上尾市までを結ぶ第二産業道路の一部を形成している。
このうち、さいたま市見沼区大和田町の東武野田線（東武アーバンパークライン）との立体交差部（大和田地下道）は4車線規格で建設されたが、地下道北側に未取得用地があったため、地下道の南側から大和田町二丁目の押しボタン式信号（国際興業バス大14系統・さいたま市見沼区大砂土東地区乗合タクシー「みぬま号」の「紅葉ヶ丘」停留所付近）までの約900メートルを暫定2車線区間としていた。これらは2017年（平成29年）7月27日に4車線化された。
東日本旅客鉄道（JR東日本）東北本線（宇都宮線）を跨ぐ東大宮陸橋を挟んだ、さいたま市見沼区東大宮の八雲神社入口交差点付近から見沼代用水西縁に架かる高台橋までの約1.5kmは、2車線となっている。1969年（昭和44年）8月1日に換地処分を迎えた砂土地区画整理事業（第1工区）によって整備された区間であり、沿道は商店や住宅が建ち並んでいる。この区間の4車線化は、事業着手見込みとなっている。なお、陸橋は4車線に対応する幅で建設されている。
上尾市大字原市の新幹線高架下から上尾運動公園入口交差点までの間（約1.4 km）は、拡幅ではなくバイパス道路として建設され、2007年（平成19年）3月28日に開通した。それまでは東側を通る旧道が指定されていた。一方、上尾環状線の北側は旧道から連なる道が引き続き指定されているため、双方は上尾環状線をわずかに重複指定して連結しており、クランク状に折れ曲がっている。なお、上尾運動公園入口交差点から埼玉県道150号上尾蓮田線までの約0.9 km（原市平塚工区）は、2016年（平成28年）から暫定2車線で道路築造工事が進められ、2023年（令和5年）11月23日に開通し、重複指定して連結する県道も上尾環状線から上尾蓮田線に変更された。
上尾環状線以北の区間は、国道17号とも比較的近距離で平行しているため、そちらの混雑もしくは渋滞時の裏道的な役割も果たしているが、歩道のない区間や右折帯のない交差点が多く、その他の迂回路が少ないことも相まって朝夕は渋滞が起きやすい。また、新幹線に沿って走る埼玉新都市交通伊奈線（ニューシャトル）の原市駅から内宿駅までの区間で並行している。
北足立郡伊奈町の区間は、埼玉県によって行われた伊奈特定土地区画整理事業により大部分が消滅した。区画整理中は、完成した区画街路のうち比較的もとの県道の位置に近いものが再指定されたため、西小針地内の住宅地の十字路・丁字路を4回右左折する形になった。区画整理の完成により指定変更が行われ、現在の右左折は2回となっている。
蓮田市から白岡市をかすめて久喜市に至る三市の境界付近は、河川や用水路の集中する地区を抜けるため道路用地に余裕がなく、歩道はおろか中央線もない区間もある。カーブも連続する。
本路線の終点にあたる久喜市菖蒲区域では、かつて星川の右岸沿いや商店街の道が指定されていたため、市街地中心部を迂回して菖蒲総合支所（旧菖蒲町役場）から旧国道122号上中島交差点に至る星川バイパスが建設され、旧道の終点であった神南交差点まで、旧国道122号との重複区間とされた（旧道は指定解除）。2011年（平成23年）に国道122号騎西菖蒲バイパスが開通し、旧道となった重複区間は国道指定が解除され本路線の単独となった。また埼玉県道12号川越栗橋線と繋がる菖蒲宮本交差点まで区間を延長した。

## 路線データ
- 起点：埼玉県さいたま市見沼区大和田町一丁目 埼玉県道2号さいたま春日部線交点（大和田交差点）
- 終点：埼玉県久喜市菖蒲町菖蒲 埼玉県道12号川越栗橋線交点（菖蒲宮本交差点）
- 総延長：20.007 km

## 交通量
| 交通調査地点               | 年度   | 昼間12時間自動車類交通量 | 昼間12時間自動車類交通量 | 昼間12時間自動車類交通量 | 24時間自動車類交通量 | 24時間自動車類交通量 | 24時間自動車類交通量 |
| 交通調査地点               | 年度   | 小型車                   | 大型車                   | 合計                     | 小型車               | 大型車               | 合計                 |
| -------------------------- | ------ | ------------------------ | ------------------------ | ------------------------ | -------------------- | -------------------- | -------------------- |
| さいたま市見沼区東大宮付近 | 2010年 | ,                        | ,                        | ,                        | ,                    | ,                    | ,                    |
| さいたま市見沼区東大宮付近 | 2015年 | 15,807                   | 1,905                    | 17,712                   | 21,320               | 3,300                | 24,620               |
| 上尾市原市付近             | 2010年 | 9,498                    | 469                      | 9,967                    | 13,190               | 1,162                | 14,352               |
| 上尾市原市付近             | 2015年 | 9,076                    | 1,203                    | 10,279                   | 11,865               | 1,703                | 13,568               |
| 上尾市平塚付近             | 2010年 | 10,145                   | 1,645                    | 11,790                   | 14,513               | 2,465                | 16,978               |
| 上尾市平塚付近             | 2015年 | 10,332                   | 1,554                    | 11,876                   | 13,716               | 2,198                | 15,914               |
| 北足立郡伊奈町西小針付近   | 2010年 | 6,211                    | 1,861                    | 8,072                    | 8,950                | 2,593                | 11,543               |
| 北足立郡伊奈町西小針付近   | 2015年 | 6,240                    | 1,752                    | 7,992                    | 8,346                | 2,124                | 10,470               |
| 蓮田市高虫付近             | 2010年 | 5,684                    | 1,297                    | 6,981                    | 7,703                | 1,578                | 9,281                |
| 蓮田市高虫付近             | 2015年 | 5,751                    | 1,282                    | 7,033                    | 7,843                | 1,536                | 9,379                |

## 地理

### 通過する自治体
- 埼玉県
  - さいたま市（見沼区） - 上尾市 - 北足立郡伊奈町 - 蓮田市 - 白岡市 - 久喜市

### 交差する道路
交差する道路の特記がないものは市道・町道。
| 交差する道路                        | 交差する道路                  | 交差点名             | 所在地                | 最高速度 (km/h) |
| ----------------------------------- | ----------------------------- | -------------------- | --------------------- | --------------- |
| 埼玉県道1号さいたま川口線・川口方面 |                               |                      |                       |                 |
| 埼玉県道2号さいたま春日部線         | 埼玉県道2号さいたま春日部線   | 大和田（起点）       | さいたま市 （見沼区） | 50              |
| （大和田公園通り）                  | （大和田公園通り）            | 大和田公園入口（東） | さいたま市 （見沼区） | 50              |
| （市民の森通り）                    |                               |                      | さいたま市 （見沼区） | 50              |
| （神明橋通り）                      | -                             | 大砂土中学校前       | さいたま市 （見沼区） | 50              |
|                                     | （出戸橋通り）                | 八雲神社入口         | さいたま市 （見沼区） | 40              |
|                                     | 埼玉県道144号東大宮停車場線   | 東大宮駅入口         | さいたま市 （見沼区） | 40              |
| 国道16号（東大宮バイパス）          | 国道16号（東大宮バイパス）    | 原市（中）           | 上尾市                | 50              |
| 埼玉県道323号上尾環状線             | 埼玉県道323号上尾環状線       | 上尾運動公園入口     | 上尾市                | 法定速度        |
| 埼玉県道150号上尾蓮田線、本線       | 埼玉県道150号上尾蓮田線、本線 | 市役所通り（東）     | 上尾市                | 法定速度        |
| 本線                                | 埼玉県道150号上尾蓮田線       | 平塚                 | 上尾市                | 40              |
| （はなみずき通り）                  | -                             | 東部浄水場前         | 上尾市                | 40              |
|                                     | 埼玉県道311号蓮田鴻巣線       |                      | 伊奈町                | 40              |
| 埼玉県道87号上尾久喜線              | 埼玉県道87号上尾久喜線        | 寿三丁目             | 伊奈町                | 40              |
| 埼玉県道77号行田蓮田線              | 埼玉県道77号行田蓮田線        | 高虫                 | 蓮田市                | 40              |
| 南北埼広域農道                      | 南北埼広域農道                | 柴山橋               | 白岡市                | 40              |
| 本線                                |                               | 上中島               | 久喜市                | 50              |
| 埼玉県道313号北根菖蒲線             |                               |                      | 久喜市                | 50              |
| 埼玉県道12号川越栗橋線              | 埼玉県道12号川越栗橋線        | 菖蒲宮本（終点）     | 久喜市                | 50              |
| 埼玉県道149号加須菖蒲線・加須方面   |                               |                      |                       |                 |

### バイパス
- 星川バイパス（久喜市菖蒲町上大崎 - 久喜市菖蒲町三箇）
- 第二産業道路原市平塚工区（2023年11月開通、上尾市 上尾運動公園入口 - 市役所通り（東））

### 交差する主な鉄道と河川
- 東武野田線（東武アーバンパークライン）
- 東日本旅客鉄道（JR東日本）宇都宮線
- 見沼代用水西縁（高台橋）
- 埼玉新都市交通伊奈線（ニューシャトル）
- 東北新幹線・上越新幹線
- 綾瀬川（境橋）
- 元荒川（大平橋）
- 見沼代用水（菖蒲橋）
- 星川（星川大橋）

### 沿線の主な施設
| 施設                             | 所在地           |
| -------------------------------- | ---------------- |
| 埼玉県立大宮商業高等学校         | さいたま市見沼区 |
| 大宮東警察署大和田交番           | さいたま市見沼区 |
| 大和田駅                         | さいたま市見沼区 |
| さいたま市立大砂土中学校         | さいたま市見沼区 |
| さいたま市立大砂土東小学校       | さいたま市見沼区 |
| 東大宮駅                         | さいたま市見沼区 |
| 見沼区役所東大宮支所             | さいたま市見沼区 |
| 県営砂団地                       | さいたま市見沼区 |
| 原市駅                           | 上尾市           |
| 沼南駅                           | 上尾市           |
| 平塚公園                         | 上尾市           |
| 埼玉県立上尾かしの木特別支援学校 | 上尾市           |
| 羽貫駅                           | 北足立郡伊奈町   |
| 内宿駅                           | 北足立郡伊奈町   |
| 伊奈工業団地                     | 北足立郡伊奈町   |
| 久喜市菖蒲総合支所               | 久喜市           |
| 久喜市立菖蒲中学校               | 久喜市           |
| しらさぎ公園                     | 久喜市           |

## ギャラリー

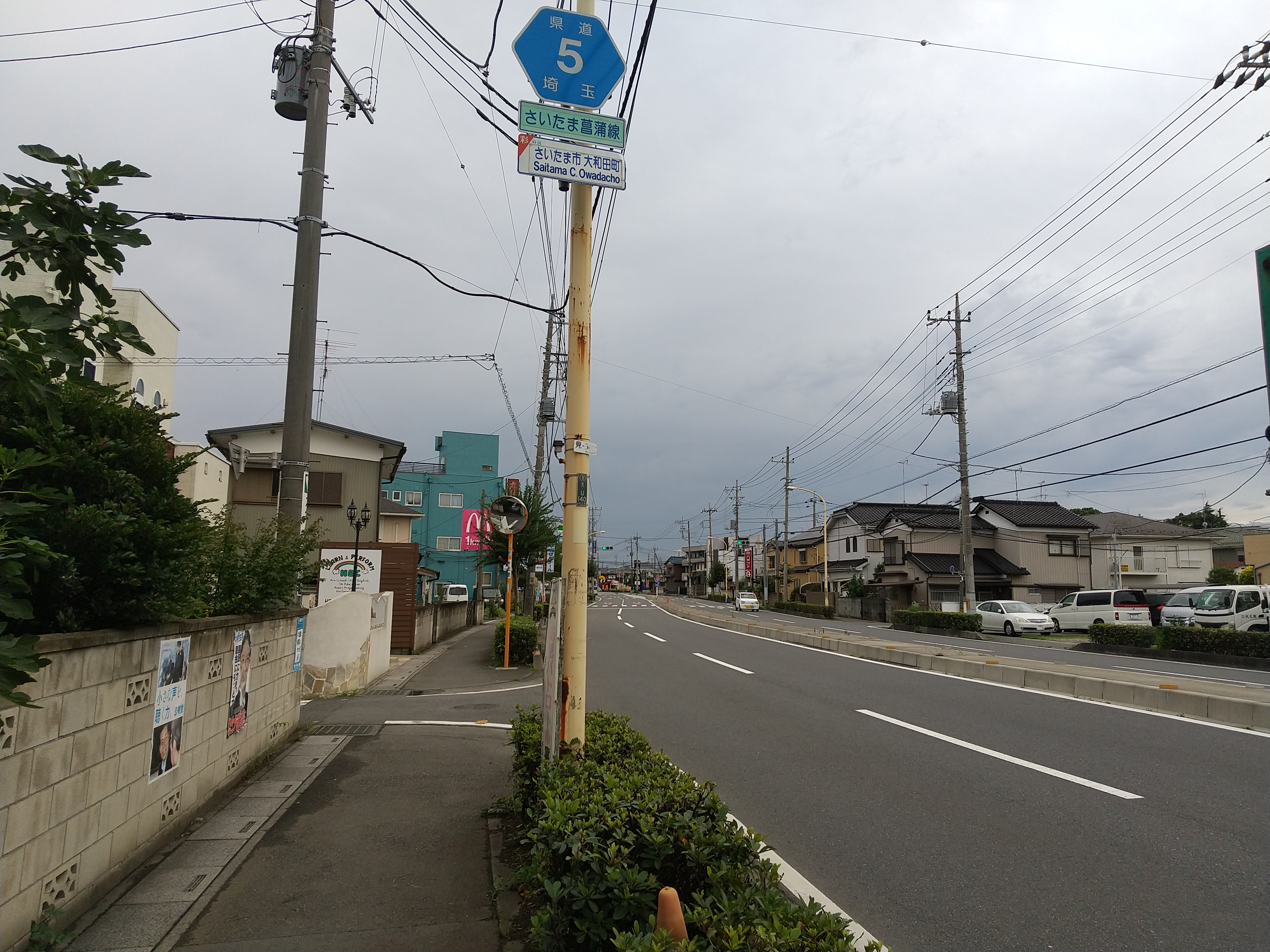
さいたま市見沼区大和田町付近
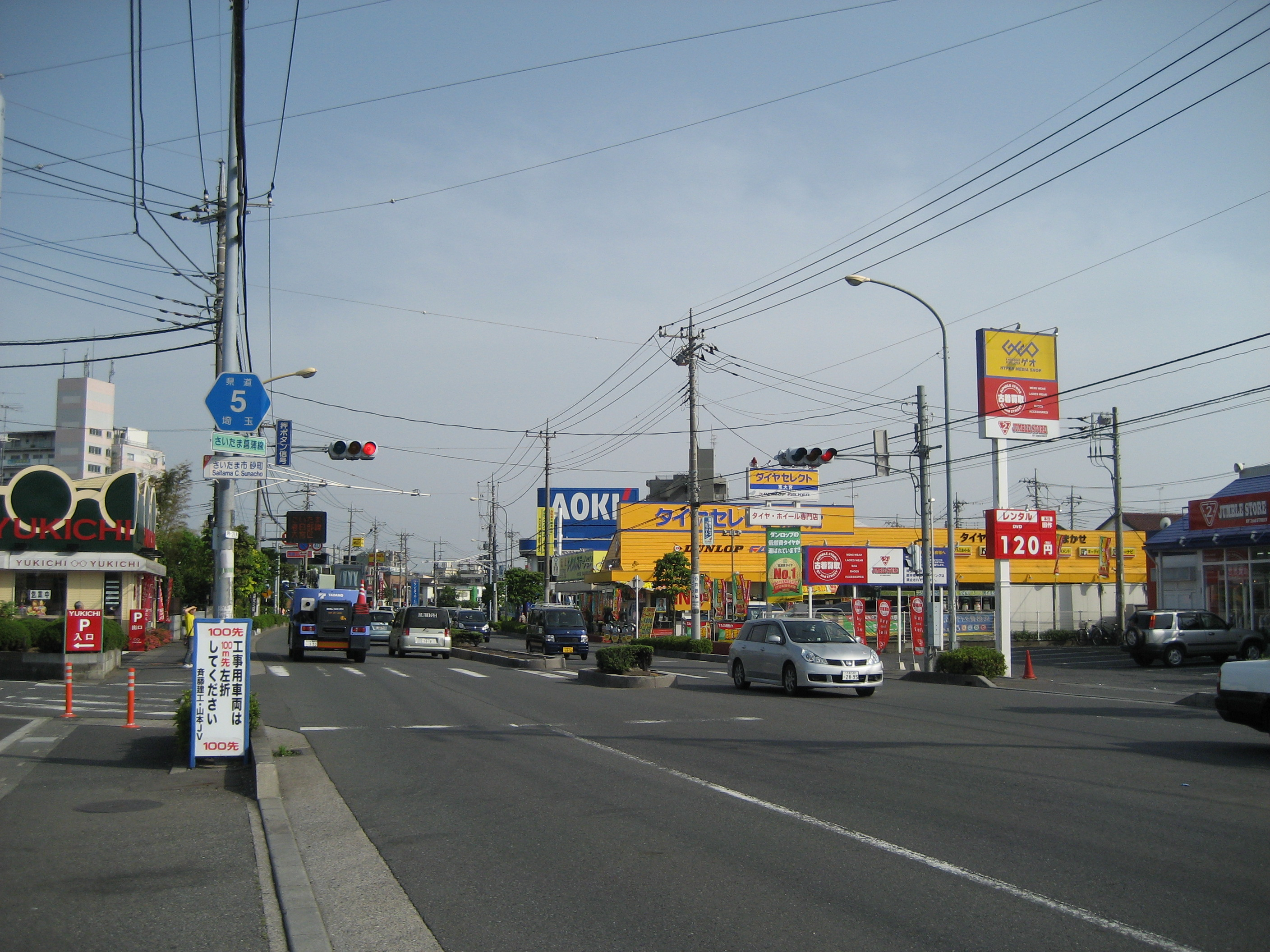
さいたま市見沼区東大宮付近
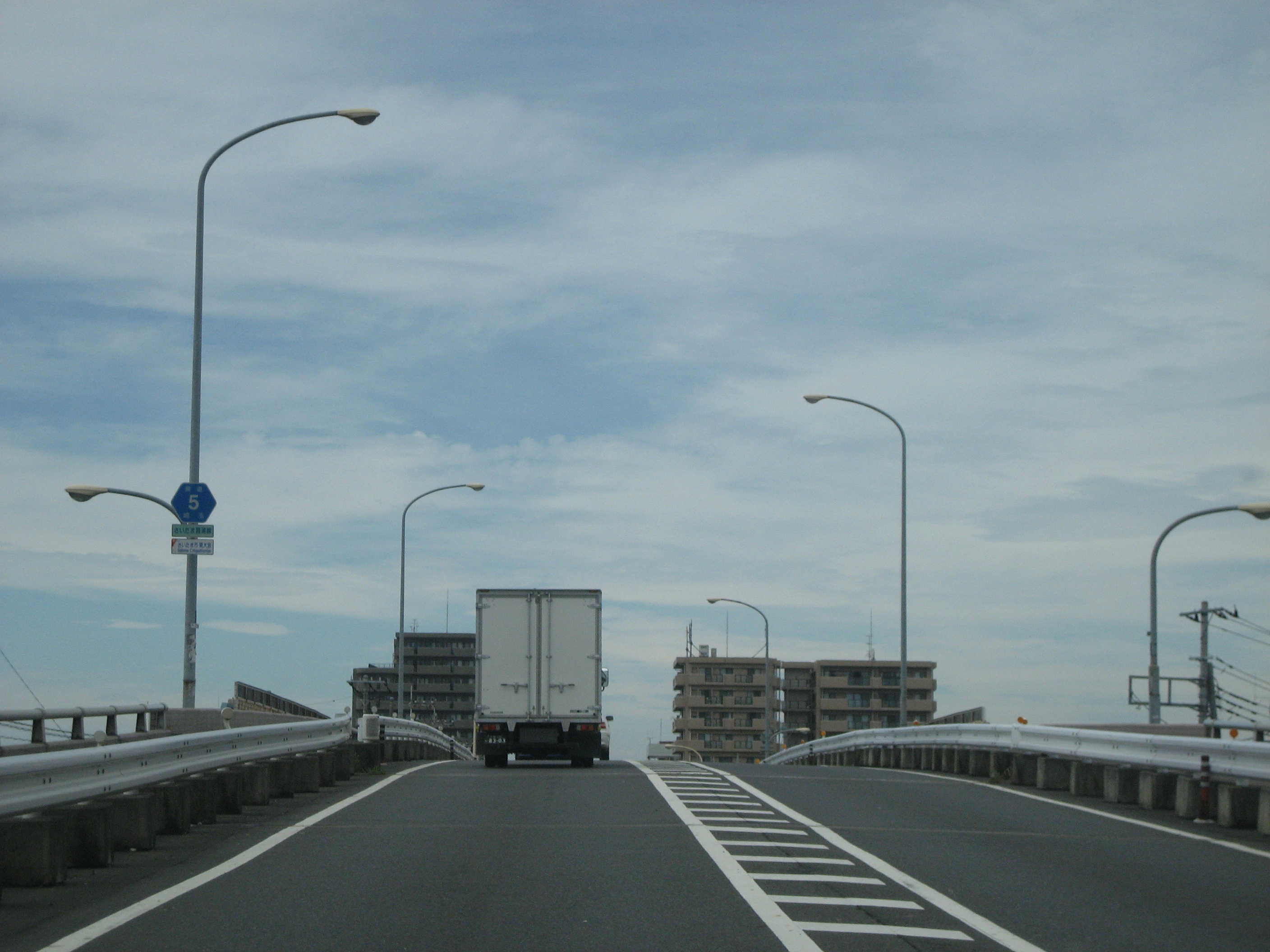
JR宇都宮線をまたぐ東大宮陸橋（4車線対応で建設されている）
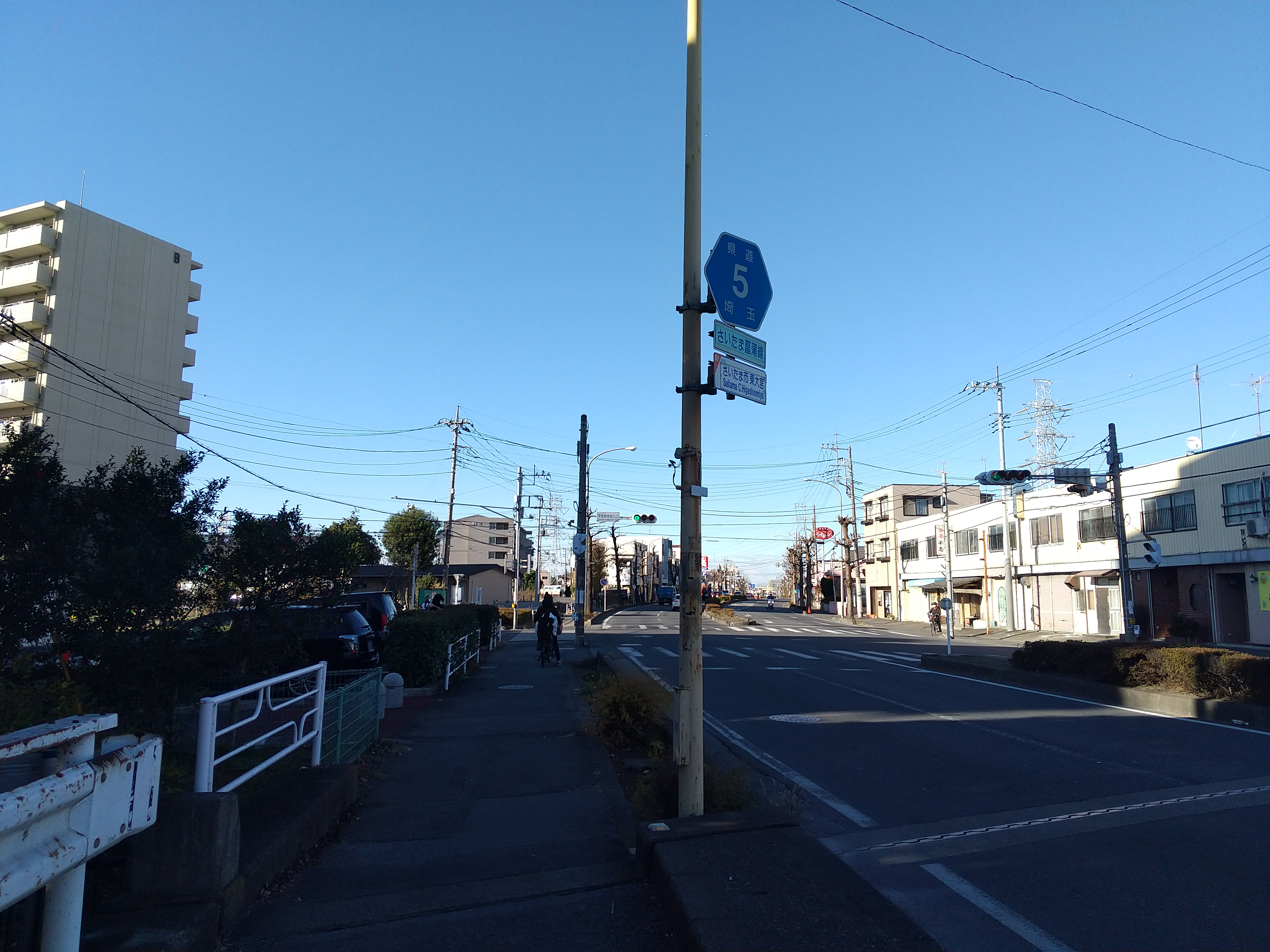
さいたま市見沼区東大宮付近
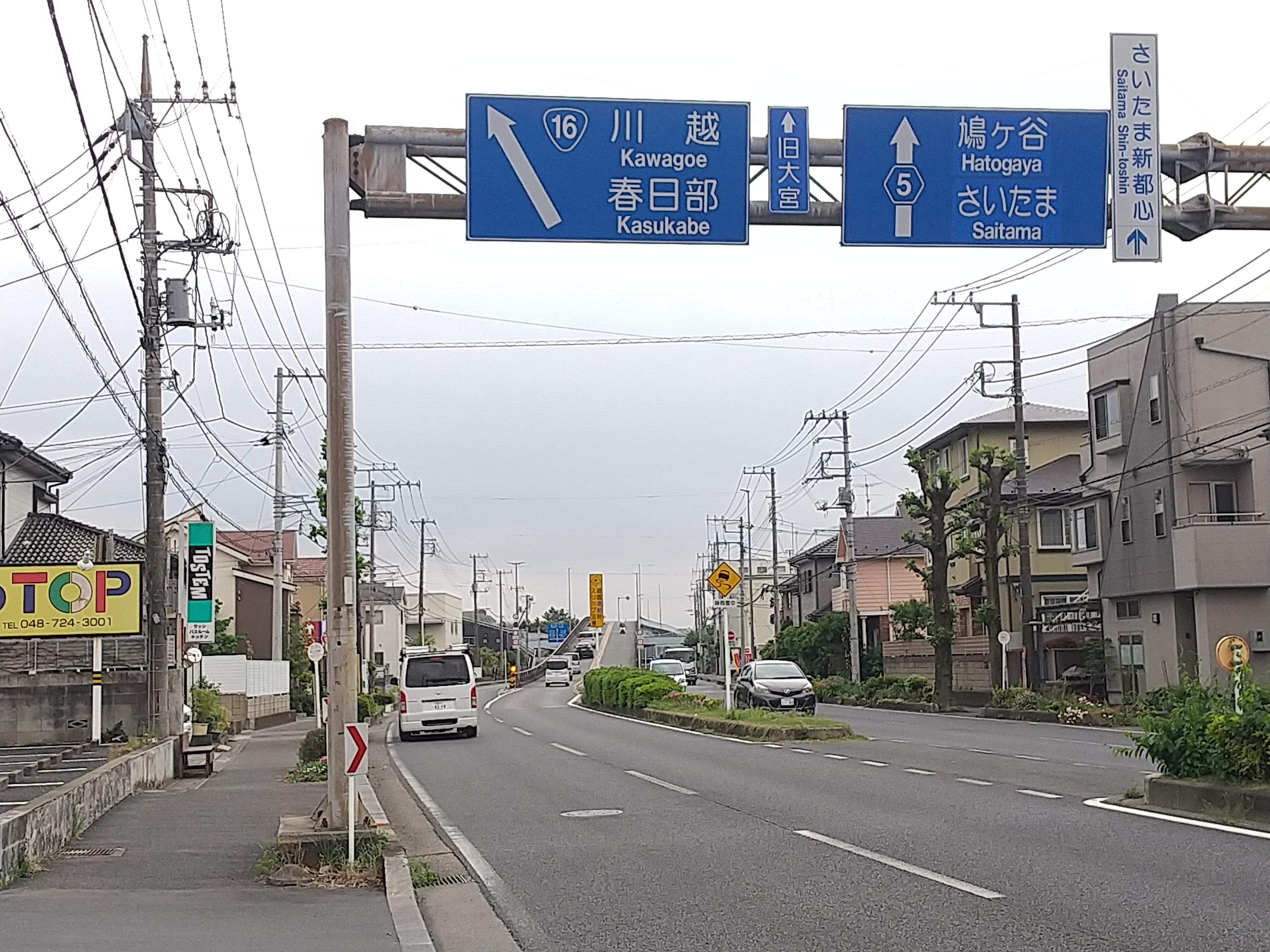
上尾市原市付近
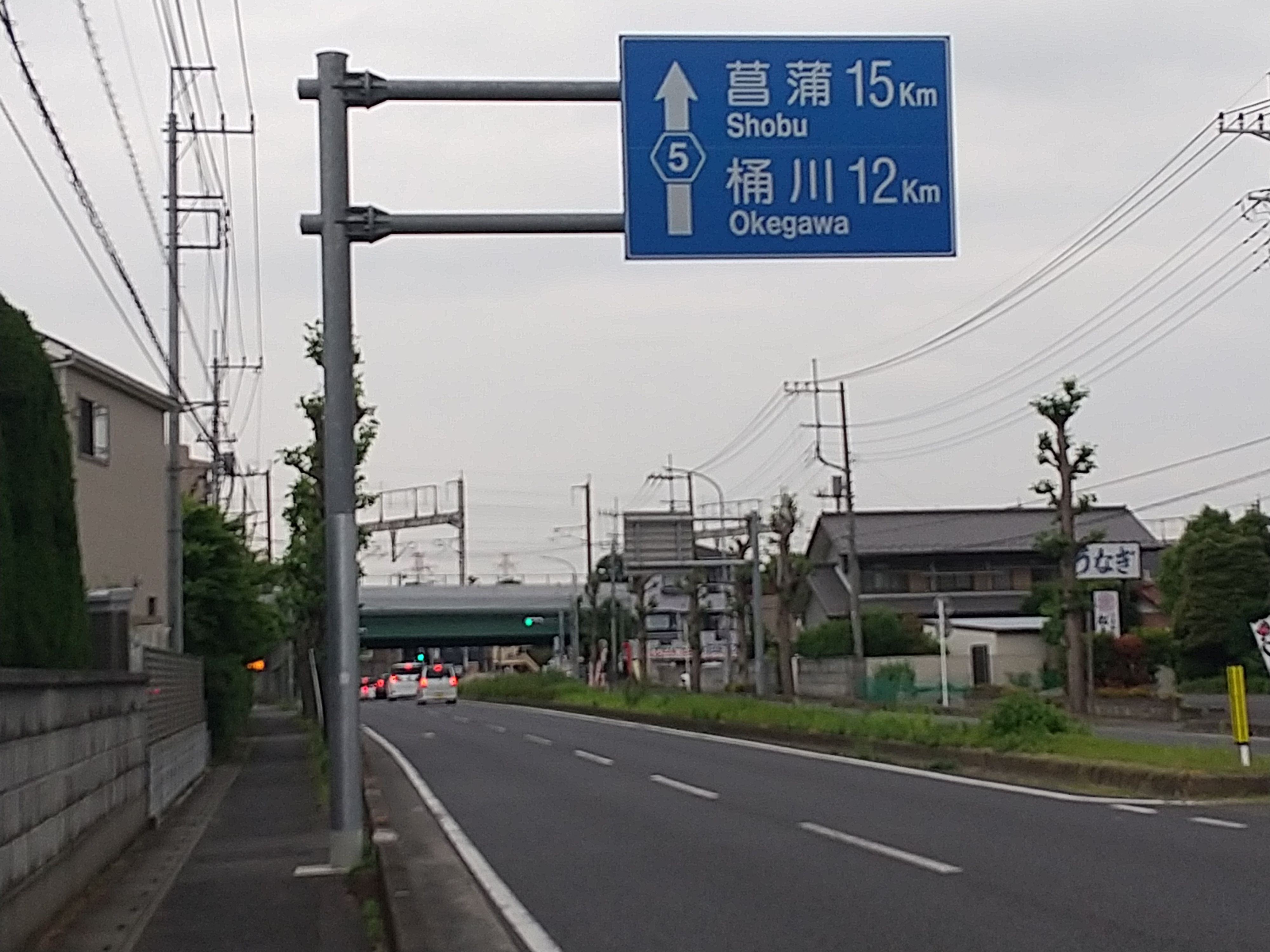
上尾市原市中付近
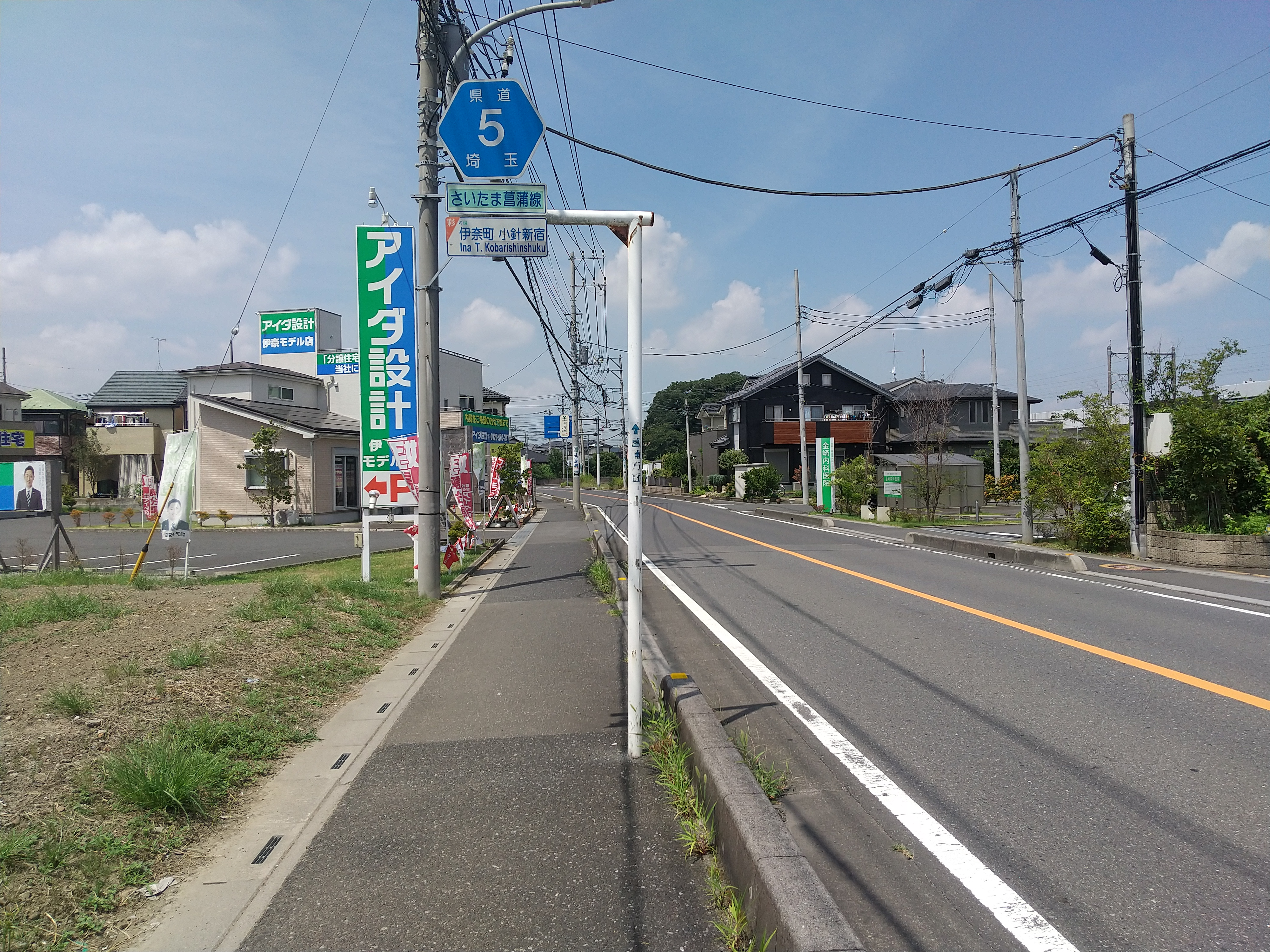
北足立郡伊奈町小針新宿付近
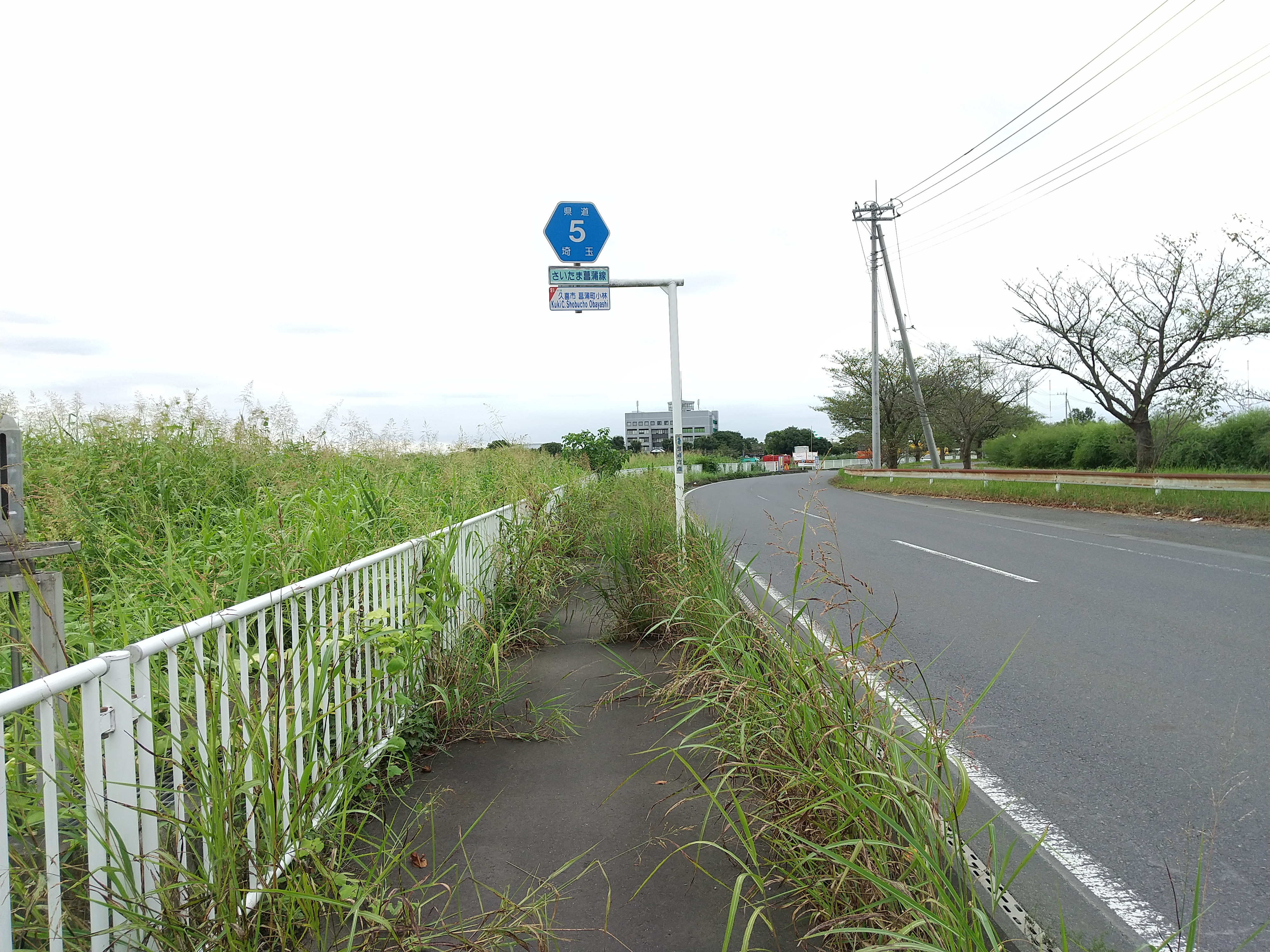
久喜市菖蒲町小林付近
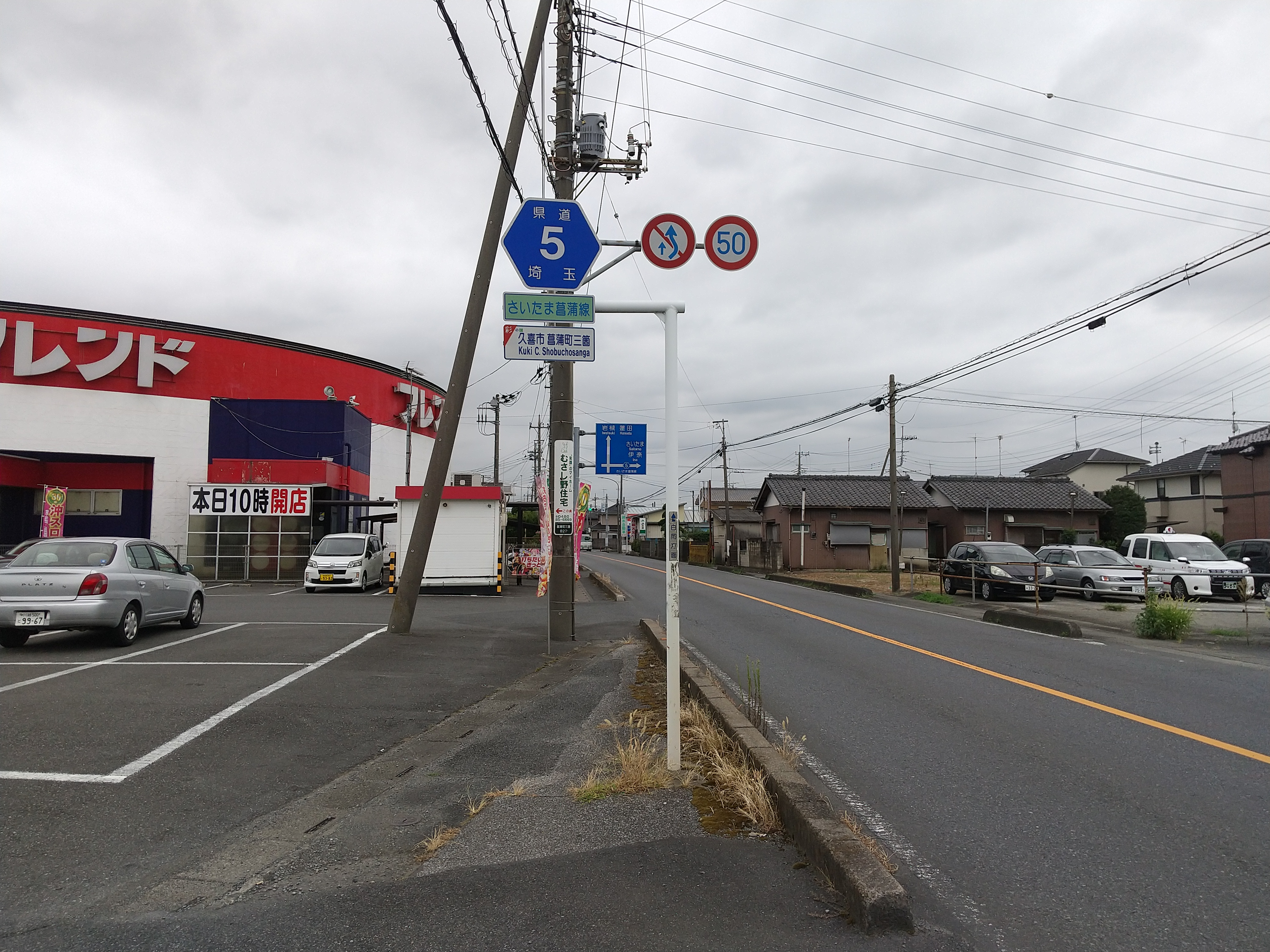
久喜市菖蒲町三箇付近